# Talesprog
Talesprog er et sprog som udtrykkes mundtligt, hvor lyde repræsenterer ord eller meninger. Talesprog ses ofte som modsætningen til skriftsprog.
Talesprog kendetegnes bl.a. ved gentagelser, gruppesprog, slang og dialekt. Desuden indeholder talesprog ofte ufuldendte sætninger.

## Beskrivelse
Talesprog er det talte sprog. Dette kan dog også inddeles i en række underkategorier, som eksempelvis dialekt eller sociolekt. Talesproget adskiller sig fra det skriftlige sprog ved at være langt mere uformelt. Et godt eksempel på talesprog kan være en samtale i bussen. Dette er ikke formelt, og man har for det meste ikke nogen dagsorden, man skal følge. Tit fungerer talesprog heller ikke, hvis det er nedskrevet på skrift, da det opstår spontant. Inden for det talte sprog finder man også begrebet ”mundtlig fremstilling”. Dette kan både være formelt og uformelt, men bruges ofte i mere formelle former, såsom politiske debatter, eller mundtlige eksaminer.

## Kendetegn og varianter
Talesprogets uformelle facon kommer til udtryk ved en høj grad af fyldord, og der bliver også brugt en del slang. Slangudtryk kan ofte hænge sammen med omgivelserne, hvilket både kan være socialt og geografisk.
Dialekt henviser til ens geografiske oprindelse indenfor samme land. F.eks. snakker både fynboer og københavnere dansk, men der er stor forskel på, hvordan sproget bliver anvendt.
Sociolekt henviser både til ens etniske, og sociale baggrund, og anvendelsen af sociolekt kan ske i bestemte sammenhænge. Dette er fordi at brug af sociolekt hænger sammen med ens identitet.

Sprog der kendetegner en bestemt alder eller generation kaldes kronolekt.

## Talesprog og identitet
Ens identitet er tæt forbundet med talesproget. Det er det primære sprog i vores udvikling. Med talesproget kan vi vise, hvem vi er. Vi kan f.eks. genkende en persons stemme i telefonen, fordi vi lærer at afkode stemmekvaliteter. Vi genkender hurtigt personer, fordi vi har hørt den bestemte stemme før. Et andet kendetegn ved talesproget er, at det i sig selv rummer stemninger, følelser, holdninger – uden at disse skal udtales direkte.

## References
1. ↑  Birgitte Darger, Kasper Lezuik Hansen, Claus Nielsen Begreb om dansk. Litteratur, sprog og medier, Dansklærerforeningens forlag.
2. ↑  "Talesprog og skriftsprog - Danskfag". Arkiveret fra originalen 13. maj 2015. Hentet 28. september 2012.
3. ↑  dialekter – Københavns Universitet
4. ↑  sociolekter – Københavns Universitet
5. ↑  "Talesprog - a hva'? – Københavns Universitet". Arkiveret fra originalen 15. juni 2012. Hentet 28. september 2012.

| Sprog | Spire Denne artikel om sprog er en spire som bør udbygges. Du er velkommen til at hjælpe Wikipedia ved at udvide den. |